# Kuruption!
Kuruption! – debiutancki album amerykańskiego rapera Kurupta. Został wydany 1 września 1998 nakładem wytwórni rapera - Antra Records, założonej po opuszczeniu Death Row Records. Album to wydanie dwupłytowe, z czego każda płyta przeznaczona jest dla innego wybrzeża - jedna dla zachodniego, druga dla wschodniego. Album zadebiutował na ósmym miejscu Billboard 200 24 października 1998 roku. Do dwóch singli zostały zrealizowane teledyski - Ask Yourself a Question (z Dr. Dre gościnnie) i We Can Freak It, z czego ten drugi odniósł dość duży sukces. Na We Can Freak It udziela się raper Babby S, a przyśpiewkami zajął się Andrew Wilson. Kawałek został wyprodukowany przez DJ-a Battlecata. Trzecim singlem był "Give Me What You Got", do którego nakręcono niskobudżetowy wideo, które nie cieszyło się duża popularnością.
Na albumie miał się znaleźć piosenka o tytule "Gangsta Shit" ze Snoop Doggiem. Niestety przez nieścisłości na linii Antra/A&M, Priority/No Limit finalnie został usunięty z listy utworów.

## Lista utworów

### CD 1: The West Coast
1. "This One's For U" (Prod. by Studio Ton)
2. "Make Some Noize" (Prod. by Priest "Soopafly" Brooks)
3. "Put That On Something" (feat. Freeze) (Prod. by Devante Swing)
4. "Play My Cards" (feat. Blaqthoven) (Prod. by DJ Battlecat)
5. "We Can Freak It" (feat. Baby S, Andre Wilson) (Prod. by DJ Battlecat)
6. "Fresh" (Prod.by Daz Dillinger)
7. "C-Walk" (feat. Tray Dee, Slip Capone) (Prod. by Daz Dillinger)
8. "Ho's a Housewife" (feat. Fuss, Paul) (Prod. by Kurupt)
9. "Can't Let That Slide" (feat. Roscoe) (Prod. by Twin)
10. "That's Gangsta" (Prod. by Warren G)
11. "Another Day" (feat. Gonzoe, Slip Capone) (Prod. by DJ Muggs)
12. "Ask Yourself a Question" (feat. Dr. Dre) (Prod. by Dr. Dre)

### CD 2: The East Coast
1. "It's a Set Up" (Prod. by D-Moet)
2. "Light Shit Up" (feat. Buckshot) (Prod. by Easy Mo Bee)
3. "Game" (Prod. by D-Moet)
4. "Gimmewhutchagot" (feat. Barshawn) (Prod. by Med)
5. "If You See Me" (feat. Mr. Short Khop, Baby S, El-Drex, Trigga) (Prod. by Storm)
6. "The Life" (feat. El-Drex) (Prod. by D-Moet)
7. "No Feelings" (feat. Slop, Patacico) (Prod. by D-Moet)
8. "It's Time" (feat. Deadly Venoms) (Prod. by Storm )
9. "I Wanna..." (feat. Ralik Royale, Snake, Floyd, Drea) (Prod. by Devante Swing)
10. "Who Do U Be" (feat. Shelene) (Prod. by DJ Rice, Dave "Jam" Hall)
11. "We Can Freak It (Out) (East Coast Remix)" (feat. Noreaga)

## Notowania
| Notowania              | Najwyższa pozycja |
| ---------------------- | ----------------- |
| Billboard 200          | 8                 |
| Top R&B/Hip-Hop Albums | 4                 |